# Ров Гаусса

Гауссовы простые с вещественной и мнимой частями, не превосходящими семи. Показаны рвы Гаусса ширины два, отделяющие начало координат от бесконечности

Задача о рвах Гаусса в теории чисел формулируется следующим образом: можно ли найти бесконечную последовательность простых гауссовых чисел, в которой разность двух последовательных чисел ограничена? В качестве более красочной аналогии можно представить, что простые гауссовы числа – это камни в море комплексных чисел, тогда вопрос стоит в том, можно ли прыжками ограниченной длины прогуляться по этим камням от начала координат в бесконечность, не замочив при этом ноги? Задачу поставил Бэзил Гордон в 1962 году (хотя она иногда ошибочно приписывалась Эрдёшу), и она до сих пор остаётся нерешённой.
Для обычных простых чисел такая последовательность невозможна: из теоремы о распределении простых чисел следует, что в последовательности простых чисел существуют разрывы произвольной длины. Доказательство этого факта является элементарным: для любого числа {\displaystyle n} в ряду из {\displaystyle n-1} последовательных чисел {\displaystyle n!+2,n!+3,\dots ,n!+n} все числа являются составными.
Задача поиска пути между двумя гауссовыми простыми числами, минимизирующего максимальный прыжок, является вариантом задачи о минимаксном пути, а размер шага оптимального пути равен ширине самого широкого рва между двумя простыми числами, где ров может быть определён путём деления простых чисел на два подмножества и ширина рва равна расстоянию между ближайшей парой элементов (по одному из каждого подмножества). Тогда задачу о рве Гаусса можно перефразировать в другом, но эквивалентном виде: существует ли конечная граница ширины рвов, имеющих конечное число простых чисел со стороны начала координат?
Компьютерный поиск показал, что начало координат отделено от бесконечности рвом ширины 6.
Известно, что для любого положительного числа k существуют гауссовы простые, для которых ближайшее соседнее число находится на расстоянии k или больше. Фактически, для поиска таких чисел можно ограничиться числами на вещественной оси. Например, число 20785207 окружено рвом шириной 17. Таким образом, определённо существуют рвы произвольной ширины, но они не обязательно отделяют начало координат от бесконечности.